# Jesse Broadwater
Jesse Broadwater (ur. 9 stycznia 1984) – amerykański łucznik, mistrz i wicemistrz świata. Startuje w konkurencji łuków bloczkowych.
Największym jego osiągnięciem jest złoty medal mistrzostw świata w Turynie (2011) w konkurencji drużynowej i srebro indywidualnie. 